# Brzozów (powiat siedlecki)
Brzozów – wieś w Polsce położona w województwie mazowieckim, w powiecie siedleckim, w gminie Suchożebry. Ma statys sołwctwa.
Wierni Kościoła rzymskokatolickiego należą do parafii św. Marii Magdaleny w Suchożebrach.
W latach 1975–1998 miejscowość należała administracyjnie do województwa siedleckiego.
W miejscowości działa założona w 1928 roku jednostka ochotniczej straży pożarnej. Jednostka posiada lekki samochód gaśniczy GLM Peugeot z 1990 roku.